# Shamal

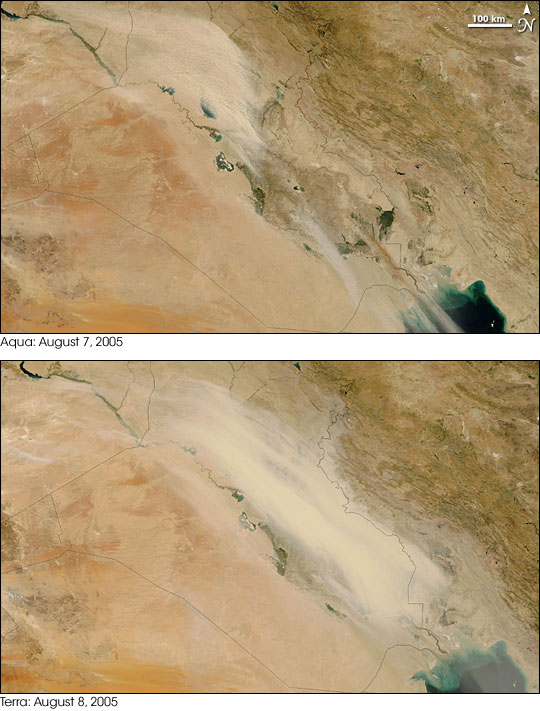
Vento shamal sobre o Iraque.

Shamal (em árabe: شمال, 'norte') é um vento que sopra de norte sobre o Iraque e o golfo Pérsico, geralmente forte durante o dia e fraco à noite. Este vento ocorre desde uma a várias vezes ao ano, principalmente no verão, mas ocasionalmente no inverno, e cria tempestades de areia de grande dimensão.